# Naajaat
Naajaat [naːˈjaːt] (nach alter Rechtschreibung Naujât) ist eine grönländische Siedlung im Distrikt Upernavik in der Avannaata Kommunia.

## Lage
Naajaat liegt auf der Insel Naajat in einer kleinen Inselgruppe, die zudem noch aus den größeren Inseln Kangilleq und Sanningasorsuaq besteht. Der nächste Ort ist Innaarsuit, das neun Kilometer nordwestlich liegt. Bis zum Distrikthauptort Upernavik sind es 41 km nach Süden.

## Geschichte
Naajaat war zu Beginn der Kolonialzeit bewohnt. 1798 lebten 45 Menschen am Wohnplatz, der damit zu den größten Orten des Distrikts gehörte. 1806 lebten in Naajaat 30 Menschen in einem Haus. 1850 war der Ort verlassen.
Naajaat wurde Anfang des 20. Jahrhunderts neu besiedelt. 1911 wurde Naajaat Teil der Gemeinde Qassersuaq. 1918 hatte der Wohnplatz 14 Einwohner in drei Häusern. Die Einwohnerzahl verdoppelte sich bald und lag zwischen 1940 und 1970 recht konstant bei 25 bis 30 Einwohnern, bevor sie sich ein weiteres Mal verdoppelte.
1950 wurde Naajaat Teil der neuen Gemeinde Upernavik. Der Ort hat nie offiziell den Dorfstatus erhalten. In den 1960er Jahren gab es einen Leser, der acht Kinder in seinem Haus unterrichtete. Die Bevölkerung lebte nahezu ausschließlich von der Robbenjagd und musste zum Handeln nach Tussaaq reisen. Bei der Verwaltungsreform 2009 fiel Naajaat an die Qaasuitsup Kommunia. Seit 2018 gehört der Ort zur Avannaata Kommunia. 

## Wirtschaft
Ein Großteil der Bewohner lebt vom Fischfang. Die Gegend ist reich an Schwarzem Heilbutt, aber die Fischer müssen ihren Fang in Innaarsuit verkaufen, da es in Naajaat keine Fischfabrik gibt. Der Tourismus dient als weitere Einnahmequelle.

## Infrastruktur und Versorgung
Naajaat hat wenig Infrastruktur. Es gibt keinen Hafen und die Fischerboote liegen direkt am Ufer. Ein Heliport ist auch nicht vorhanden und innerhalb des Ortes gibt es keine Wege, sodass alle Häuser frei stehen. Der Verkehr in die Umgebung erfolgt per Hundeschlitten und Schneemobil.
Nukissiorfiit versorgt die Bewohner über eine Dieselkraftwerk mit Strom. TELE Greenland bindet sie telekommunikativ an. Der Müll aus Naajaat wird deponiert, aber eine Verbrennungsanlage existiert nicht.

## Bebauung
Die Niisip Atuarfia wurde 1972 errichtet und unterrichtet etwa ein halbes Dutzend Schüler. Das Schulgebäude fungiert auch als Kirche und Versammlungsgebäude. Naajaat hat zudem eine Bibliothek. Es gibt keinen Laden in Naajaat und die Güterversorgung läuft über Innaarsuit.

## Bevölkerungsentwicklung
Naajaat gehört zu den kleineren Orten der Region. Die Einwohnerzahl verdoppelte sich zwischen Ende der 1970er Jahre und Mitte der 2000er Jahre, aber ist seitdem wieder leicht gesunken.

## Panorama

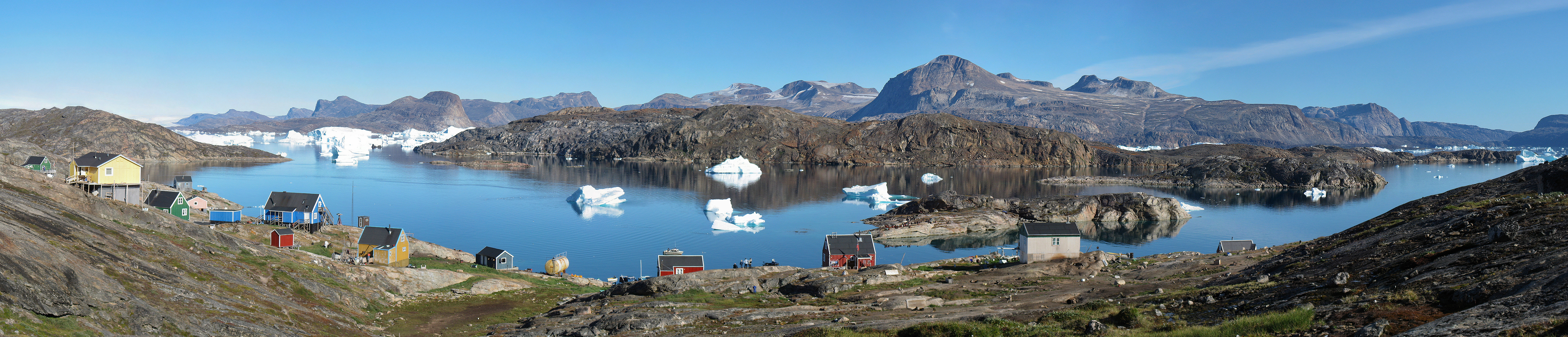
Naajaat (2007)